# 1444년

## 연호
- 명(明) 정통(正統) 9년
- 일본(日本) 가키쓰(嘉吉) 4년 / 분안(文安) 원년
- 후 레 왕조(後黎朝) 다이호아(大和) 2년

## 기년
- 명(明) 영종 정통제(英宗 正統帝) 9년
- 조선(朝鮮) 세종(世宗) 26년
- 후 레 왕조(後黎朝) 인종(仁宗) 2년

## 사건
- 5월 22일 – 영국과 프랑스 사이에 체결된 투르 조약은 백년전쟁에서 5년간 휴전을 보장한다.
- 6월 15일 – 코시모 데 메디치가 플로렌스에 로렌치아 도서관을 설립
- 8월 15일 – 터키 오스만 제국과 헝가리 사이에 체게드 조약이 체결
- 11월 10일 - 바르나 전투: 브와디스와프 3세가 무라드 2세 술탄의 오스만 제국과 충돌하여 사망하다

- 세종 26년 - 공법 : 연분9등법, 전분6등법 시행

- 8월 – 오스만 무라트 2세가 12살된 아들 메흐메트 2세에게 양위.

- 이집트 술탄의 군대는 로도스 기사단으로부터 로도스를 빼앗는데 실패했다.

- 포르투갈 탐험가들은 세네갈과 감비아 강 어귀에 도달한다.

- 아프리카 노예시장 개설 - 최초의 아프리카 노예 시장이 포르투갈 라구스에 열렸다.[1][2][3][4]

- 런던의 올드 세인트 폴 대성당에서 심각한 화재가 발생했다.

## 탄생
- 1월 24일 - 밀라노의 공작 갈레아초 마리아 스포르차. (~1476년)
- 2월 29일 - 모스크바 대공국의 정교회 대주교 세라피욘 노브고로트 1세. (~1516년)

### 미상
- 조선의 왕족 종실 영순군. (~1470년)

## 사망
- 11월 10일 - 헝가리와 크로아티아의 국왕 브와디스와프 3세. (1424년~)